# الإنذار السريع للأغذية والأعلاف
الإنذار السريع للأغذية والأعلاف (بالإنجليزية: Rapid Alert System for Food and Feed)‏ ‏ (RASFF) هو نظام إنذار سريع أوروبي يسمح بمشاركة المعلومات حول المخاطر الصحية الخطيرة الناجمة عن الطعام بشكل أكثر فعالية. يهتم بالتنبيه السريع في الحالات التي يعتبر فيها الطعام خطرًا جسيمًا على المستهلك والذي ينطوي على تدخل فوري من قبل المنشآت الصحية في الإقليم. تم تصميمه وبدؤه في عام 1979، تم إنشاؤه رسميًا بموجب اللائحة التنظيمية (EC) التي تحدد المبادئ والمتطلبات العامة للتشريعات الغذائية الأوروبية وتضع الإجراءات في مجال سلامة الأغذية. في عام 2016 يُجمع النظام بين سلطات سلامة الأغذية في الدول الأعضاء في الاتحاد الاوروبي والنرويج وليختنشتاين وأيسلندا وسويسرا، بالإضافة إلى المفاوضية الاوروبية والهيئة الأوروبية لسلامة الأغذية ورابطة التجارة الحرة الأوروبية. يجمع النظام وينشر في وقت قصير الإخطارات والإنذارات المتعلقة بالمخاطر الصحية التي تحدد البلد المُخطر، ونوع وأسباب الإنذار، وبلد منشأ المنتج. تنشر الإخطارات منذ عام 2009 على شبكة الإنترنت، ويمكن أيضًا الرجوع إليها من قبل المستهلكين. لا يتم الكشف عن العلامات التجارية وأسماء الشركات في البوابة، وتسعى لتحقيق التوازن بين المعلومات العامة وحماية المصالح التجارية
الإخطارات لعام 2015 هي 2966، منها 750 إنذار مصدر قلق:
- تلوث مع الكائنات الحية الدقيقة المسببة للأمراض
- وجود مسببات الحساسية
- وجود المبيدات الحشرية
- وجود السموم الفطرية
- وجود المعادن الثقيلة
- التراكيب غير المتوافقة
- إضافات ونكهات غير متوافقة

تم تحديد المتطلبات المتعلقة بإجراءات إرسال الأنواع المختلفة من الإخطارات في اللائحة (الاتحاد الأوروبي)

## الروابط الخارجية
- نظام الإنذار السريع من المفوضية الأوروبية
- RASFF: قائمة الإخطارات[وصلة مكسورة]